# 毛皮を着た若い女性

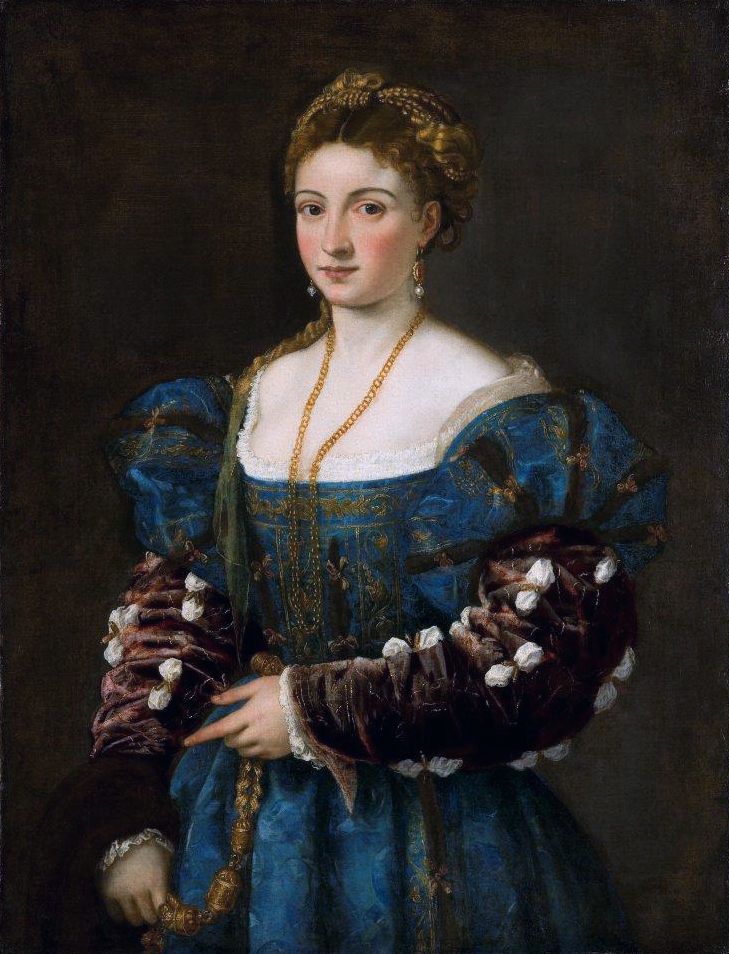
ティツィアーノの『ラ・ベッラ』。パラティーナ美術館所蔵。

『毛皮を着た若い女性』（けがわをきたわかいじょせい、独: Mädchen im Pelz, 英: Girl in a Fur）は、ルネサンス期のイタリアのヴェネツィア派の巨匠ティツィアーノ・ヴェチェッリオが1535年頃に制作した絵画である。油彩。おそらくローマ教皇ユリウス2世の甥にあたるウルビーノ公爵フランチェスコ・マリーア1世・デッラ・ローヴェレ、または彼の息子グイドバルドの発注で制作された。現在はウィーンの美術史美術館に所蔵されている。またバロック期の巨匠ピーテル・パウル・ルーベンスの模写がオーストラリアクイーンズランド州ブリスベンのクイーンズランド州立美術館に所蔵されている。

## 作品
ティツィアーノは黒い毛皮を直に身にまとった半裸の女性を描いている。女性は真珠のネックレス、ティアドロップのイヤリング、金のブレスレットと指輪を身に着けている。毛皮は右肩を滑り落ち、身体の線を縁取るようにふくよかで丸みのある白い肌を露わにしている。肌はほんのりと赤みが差し、瞳に入れられたハイライトは彼女の視線に生気を与えている。頭上で編み込まれた髪は真珠の髪飾りで飾られている。右手で毛皮を持つ女性のポーズは、古典的な彫刻「恥じらいのヴィーナス」（Venus Pudica）に基づいている。魅惑的で官能的な女性の肖像画というよりは、ペトラルカに基づく当時の恋愛抒情詩に刺激された理想の的な女性美の賛美である。
モデルとなった女性はウフィツィ美術館の『ウルビーノのヴィーナス』をはじめ、パラティーナ美術館の『ラ・ベッラ』（La Bella）、エルミタージュ美術館の『羽飾りのある帽子をかぶった若い女性の肖像』（Portrait of a young woman with a feather hat）の女性像と同一人物と思われる。特に後者の2作品と密接な関係があり、X線撮影による科学的調査はポーズと衣装の両方で『ラ・ベッラ』の複製として絵画の制作が開始されたのちに、現在の官能的な裸婦に近い女性像に変更されたことを明らかにしている。

## 来歴
彫刻家ポンペオ・レオーニ、第2代ヴィラメディアナ伯爵ヤン・タシス・イ・ペラルタのコレクションを経て、1649年までにイングランド国王チャールズ1世のコレクションに入った。チャールズ1世の処刑後の1651年に取得された。

## 影響
本作品はピーテル・パウル・ルーベンスによって模写されたティツィアーノの作品の1つである。ルーベンスはイギリスを訪れた1629年から1630年に模写したと考えられている。さらに本作品に触発され、2番目の妻エレーヌ・フールマンをモデルにして『毛皮をまとったエレーヌ・フールマン』を描いている。こちらは本作品と同じく美術史美術館に所蔵されている。

## ギャラリー
関連作品

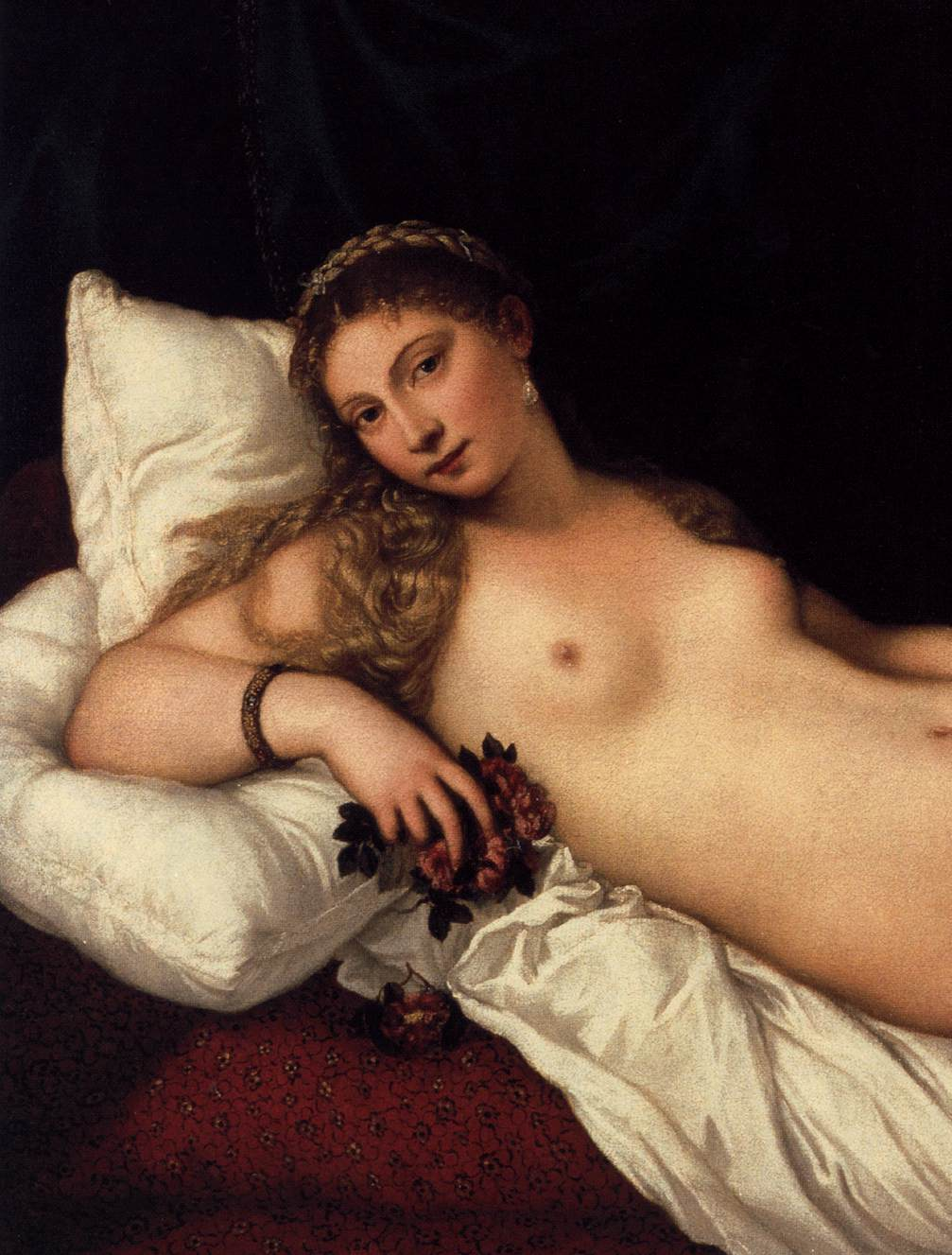
『ウルビーノのヴィーナス』（ディテール）ウフィツィ美術館所蔵
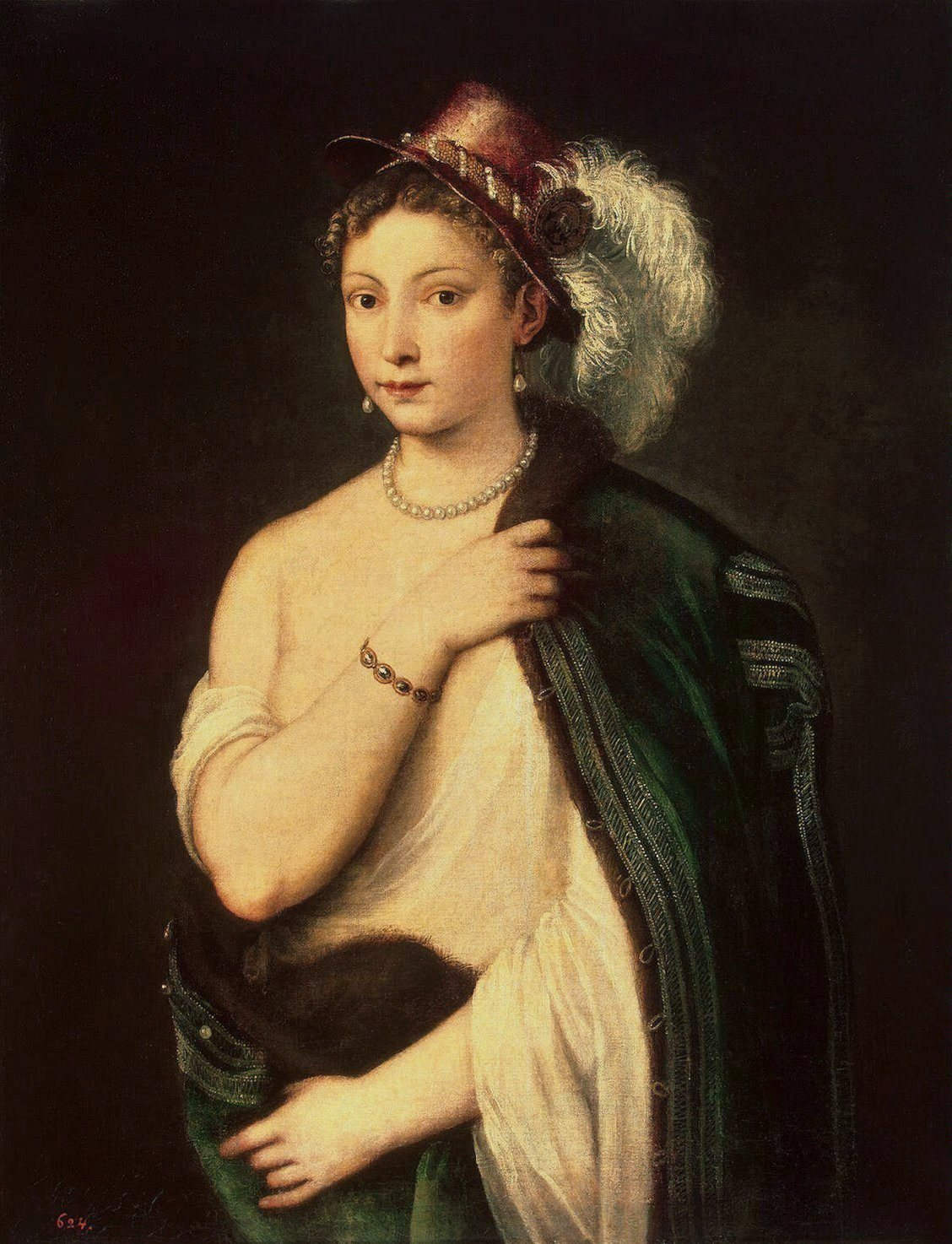
『羽飾りのある帽子をかぶった若い女性の肖像』エルミタージュ美術館所蔵
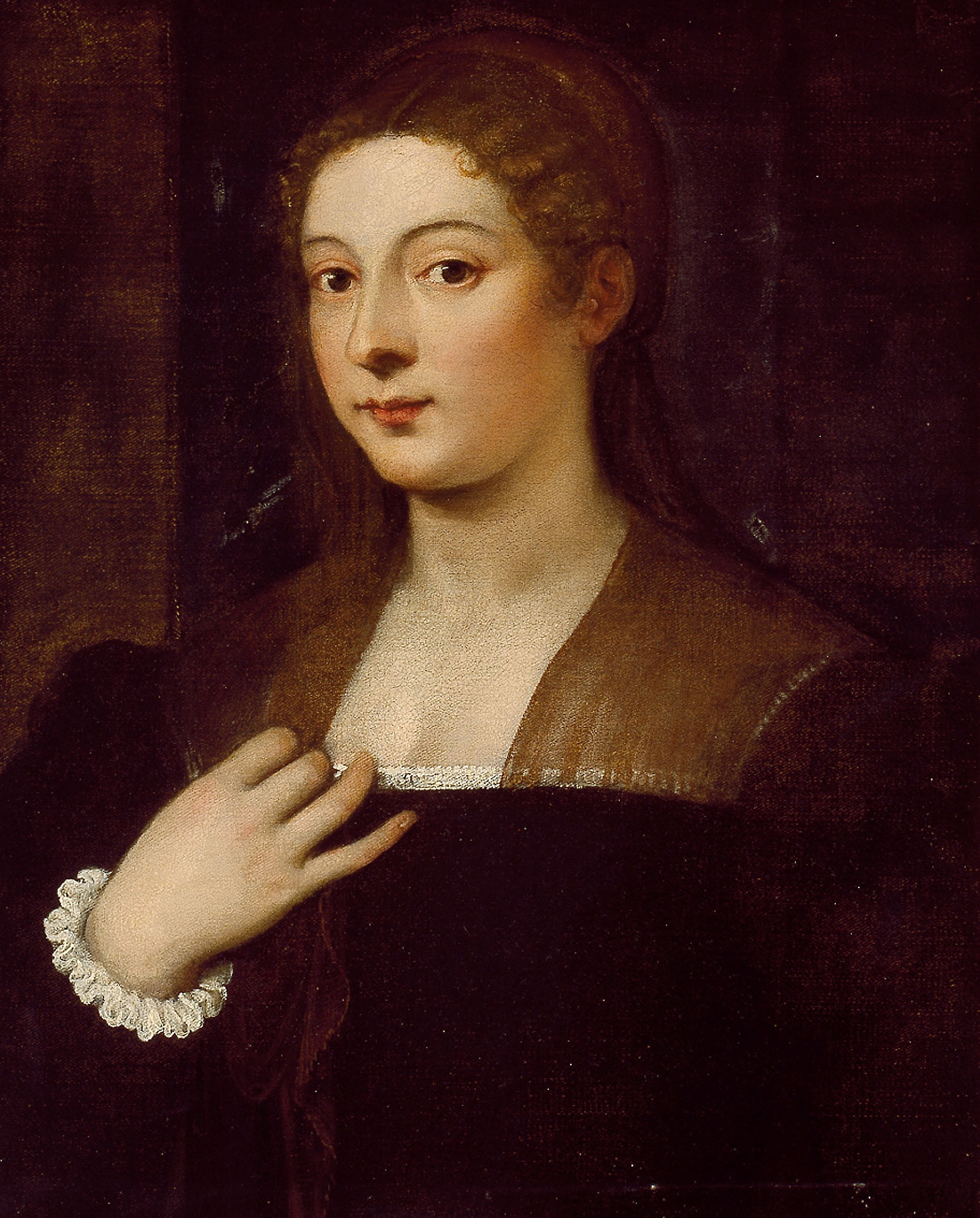
『貴婦人の肖像』シカゴ美術館所蔵

影響を受けた作品

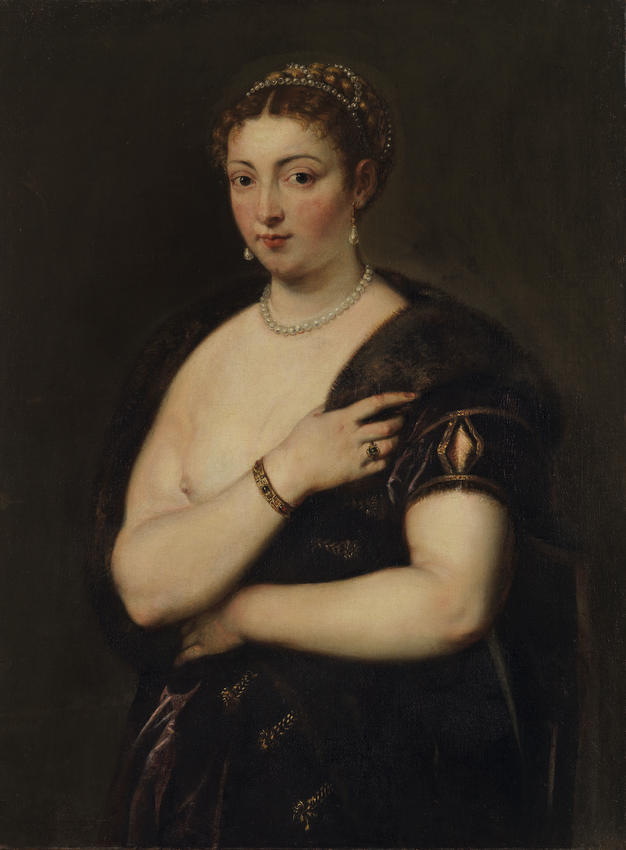
ピーテル・パウル・ルーベンスの模写 クイーンズランド州立美術館（英語版）所蔵
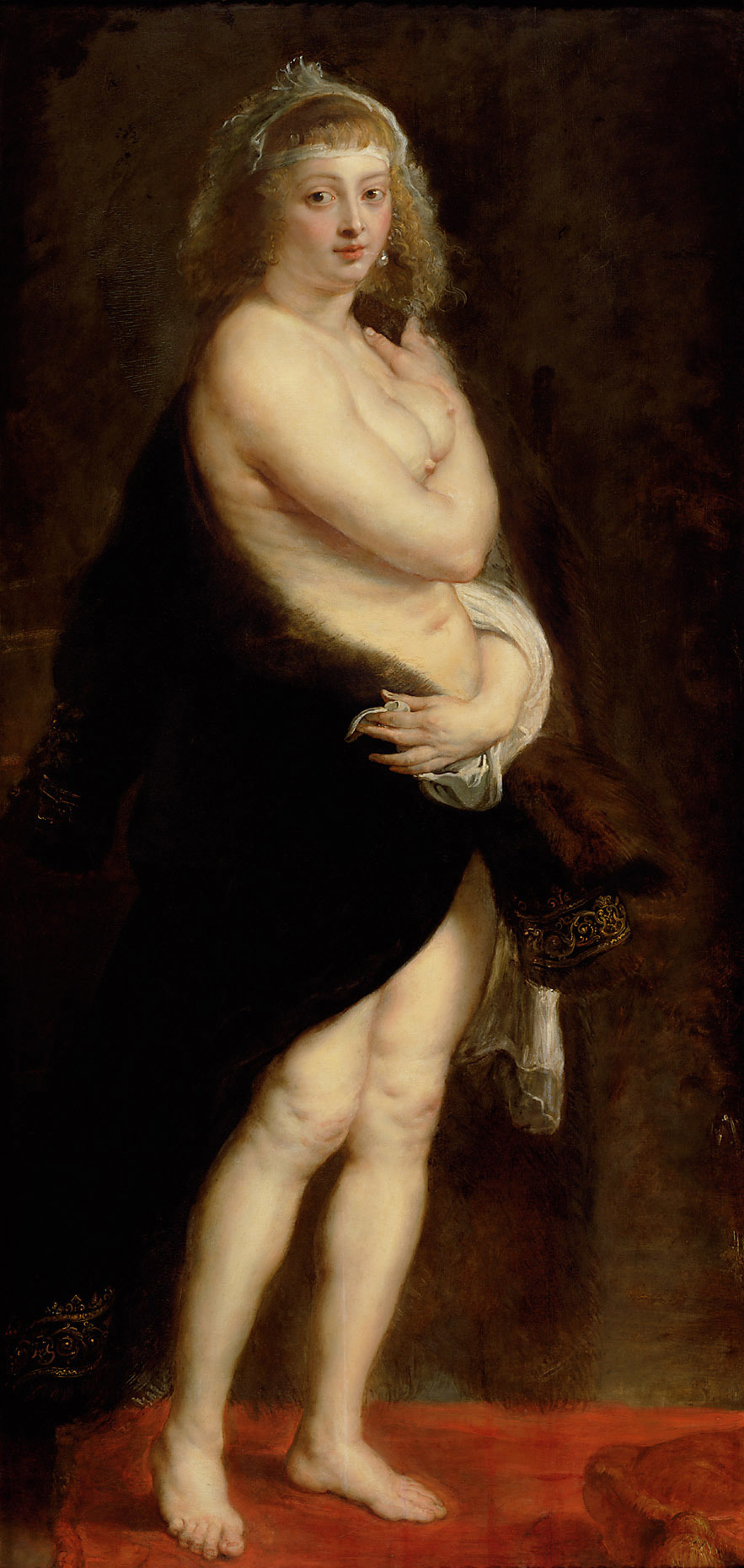
ピーテル・パウル・ルーベンス『毛皮をまとったエレーヌ・フールマン』美術史美術館所蔵